# Vương phi xứ Wales
Vương phi xứ Wales (tiếng Anh: Princess of Wales; tiếng Wales: Tywysoges Cymru), còn được gọi là Công nương xứ Wales và Công chúa xứ Wales theo vài cách dịch ở Việt Nam, là danh hiệu dành cho vợ của Thân vương xứ Wales.
Từ sau thế kỉ 14, Thân vương xứ Wales được dùng để chỉ định cho Trữ quân của ngai vàng Vương quốc Anh, sau là Đại Anh và Vương quốc Liên hiệp Anh. Do đó, các Vương phi xứ Wales được hiểu là Vương hậu tương lai của Anh, trong trường hợp chồng của họ có thể thuận lợi thừa kế. Hiện tại, Catherine, Vương phi xứ Wales là người đương nhiệm với tư cách là vợ của William, Thân vương xứ Wales sau khi cha của William là Thái tử Charles thừa kế ngai vàng từ Nữ vương Elizabeth II, đồng thời thay thế vị trí cho Camilla, Công tước phu nhân xứ Cornwall đã trở thành Vương hậu. Trước đây, Camilla, Công tước phu nhân xứ Cornwall là người giữ vai trò với tư cách là vợ kế của Charles, Thân vương xứ Wales, tuy nhiên bà Camilla lại không dùng danh hiệu này do không muốn bị nhầm với Diana, Vương phi xứ Wales đã quá cố, thay vào đó là danh vị xứ Cornwall, là tước hiệu khác của Thân vương xứ Wales.

## Lịch sử

### Ở nước Anh
Danh vị Vương phi xứ Wales không phải là danh vị độc lập của người nắm giữ, mà hoàn toàn phụ thuộc theo chồng mình. Trong lịch sử, hai vị Alexandra của Đan Mạch và Mary xứ Teck đều được gọi cung kính là [Princess Alexandra] và [Princess Mary] như thể nắm giữ tước vị độc lập, đó là bởi vì các bà đã là Princess từ trước. Diana, Vương phi xứ Wales hay được gọi là [Princess Diana], nhưng thực thế lại không thể gọi như vậy, mà phải gọi tỉ mỉ riêng là [Diana, Princess of Wales].
Trong lịch sử Anh, có trường hợp duy nhất từng thấy dùng tước vị này độc lập cho nữ giới là Mary I của Anh, con gái Henry VIII của Anh, với ý nghĩa là Nữ Thân vương xứ Wales. Thực tế việc này cũng không chính thức, song Mary đã được dùng nhiều đãi ngộ cho một Thân vương xứ Wales, kể cả con dấu riêng xứ Wales. Sứ thần Tây Ban Nha là Juan Luis Vives đã tả về Mary là: ["Dâng cho Lady Mary, Thân vương xứ Wales, con gái Henry VIII, Quốc vương nước Anh"].
Theo truyền thống, một Vương phi xứ Wales có những tước vị tương ứng biểu thị là vợ của Thân vương xứ Wales thông qua những tước vị kèm theo của ông. Do đó, khi dịch thuật các tước vị này, phải hiểu theo là ["người vợ"] chứ không phải là ["người phụ nữ nắm tước vị độc lập"]. Trong trường hợp ngai vàng Anh hiện tại, ngoài tước vị xứ Wales, thì các Thân vương còn nắm Công tước xứ Cornwall, Công tước xứ Rothesay và Bá tước xứ Chester. Các Vương phi xứ Wales do đó cũng trở thành [Bà Công tước xứ Cornwall; Duchess of Cornwall], [Bà Công tước xứ Rothesay; Duchess of Rothesay] và [Bà Bá tước xứ Chester; Countess of Chester]. Báo đài và ngôn ngữ thông thường ở Việt Nam thường dịch thành ["Nữ Công tước"] hay ["Nữ Bá tước"], dễ nhầm lẫn rằng vị Vương phi xứ Wales đang giữ tước vị độc lập, dù thực tế không như vậy.

### Ở bản địa Wales
Trước khi xứ Wales trở thành một phần nước Anh, thì các vị vua của Wales xưng là Thân vương xứ Wales, nên các Vương phi của xứ Wales lúc này tương đương Vương hậu. Như vợ của Llywelyn ab Iorwerth, Joan, Lady xứ Wales, đã lần đầu dùng danh xưng Vương phi xứ Wales này.
Vị Thân vương xứ Wales bản địa cuối cùng, Llywelyn ap Gruffudd, đã cưới một cô dâu người Anh là Eleanor de Montfort, và Eleanor cũng là Vương phi xứ Wales bản địa cuối cùng trong lịch sử. Dù thực tế, con của hai người, Gwenllian xứ Wales, trong thời gian được nuôi dưỡng bởi Edward I của Anh cũng hay được mô tả là [the Princess of Wales], nhưng mang ý nghĩa Thân vương nữ xứ Wales hơn là một Vương phi.

## Sử dụng danh hiệu
Từ khoảng đời George V của Anh, tất cả các thành viên vương thất Anh là hậu duệ của quân chủ cùng vợ đều có kèm kính ngữ ["Royal Highness"] để biểu thị vị trí của mình, đây là bởi vì các Vương tử hay Vương nữ khi phong tước, gả cưới đều có thể chỉ định Công tước, Bá tước,... đấy cũng là tước hiệu mà các quý tộc Anh được ban phong hoặc thừa kế từ nhiều đời. Nên để phân biệt thì sử dụng Royal Highness trước tước hiệu, còn những ai là His Grace hay Her Grace đều là quý tộc bình thường.
Các Vương phi xứ Wales sau khi chồng qua đời, đều thường được gọi là [Dowager Princess of Wales], có thể hiểu là "Vương thái phi xứ Wales" hay "Góa phụ Vương phi của xứ Wales". Dẫu có con trai là Quốc vương, họ cũng không thể trở thành Vương thái hậu, do truyền thống Châu Âu không có tấn tôn tước hiệu, khác hẳn Đông Á. Dẫu vậy, địa vị của họ vẫn khá được kính trọng, được ban nhiều đặc ân vốn chỉ dành cho Vương hậu. Điều này xảy ra với Joan xứ Kent, và Augusta xứ Sachsen-Gotha-Altenburg sau khi chồng cả hai đều qua đời sớm, và cả hai đều có hậu duệ mà tương lai sẽ trở thành Quốc vương.
Trường hợp ly hôn hi hữu xảy ra với Lady Diana Spencer quá cố. Ngày 28 tháng 8 năm 1996, Diana Spencer ly hôn, nhưng bà là mẹ của hai người có trong hàng thừa kế của ngai vàng Anh, nên triều đình Anh của Nữ vương Elizabeth II ban đầu vẫn muốn giữ lại vị xưng Royal Highness cho bà, sau cùng Thân vương Charles quyết định bỏ đi mà chỉ đồng ý giữ lại tước vị [Princess of Wales]. Chính vì là mẹ của vị Vua tương lai của ngai vàng Anh, Diana Spencer dù đã ly hôn nhưng vẫn được trọng vọng với tư cách là thành viên vương thất, mọi suy đoán về vị trí của bà trong tương lai chấm dứt sau cái chết đột ngột vào năm 1997, dù Prince William, con trai lớn nhất của bà đã viết thư cho mẹ mình: ["Đừng lo mẹ ơi, con sẽ trả lại (danh hiệu Royal Highness) cho mẹ vào ngày con trở thành Vua"; Don't worry, Mummy, I will give it back to you one day when I am King].

## Các Vương phi xứ Wales nước Anh
| Chân dung | Tên gọi                            | Ngày sinh            | Kết hôn                                                               | Trở thành Vương phi xứ Wales                                          | Hôn phối                       | Thay đổi tước vị                   | Ngày mất             |                    |
| --------- | ---------------------------------- | -------------------- | --------------------------------------------------------------------- | --------------------------------------------------------------------- | ------------------------------ | ---------------------------------- | -------------------- | ------------------ |
|           | Joan, Nữ Bá tước xứ Kent           | 19 tháng 9 năm 1328  | 10 tháng 10 năm 1361                                                  | 10 tháng 10 năm 1361                                                  | Edward, Hắc vương tử           | 7 tháng 6 năm 1376 Chồng qua đời   | 7 tháng 8 năm 1385   |                    |
|           | Anne Neville                       | 11 tháng 6 năm 1456  | 13 tháng 12 năm 1470                                                  | 13 tháng 12 năm 1470                                                  | Edward của Westminster         | 4 tháng 5 năm 1471 Chồng qua đời   | 16 tháng 3 năm 1485  |                    |
|           | Catalina của Aragón                | 16 tháng 12 năm 1485 | 14 tháng 11 năm 1501                                                  | 14 tháng 11 năm 1501                                                  | Arthur, Thân vương xứ Wales    | 2 tháng 4 năm 1502 Chồng qua đời   | 7 tháng 1 năm 1536   | 7 tháng 1 năm 1536 |
|           | Caroline xứ Ansbach                | 1 tháng 3 năm 1683   | 22 tháng 8 năm 1705                                                   | 27 tháng 9 năm 1714                                                   | George II của Anh              | 11 tháng 6 năm 1727 Chồng qua đời  | 20 tháng 11 năm 1737 |                    |
|           | Augusta xứ Sachsen-Gotha-Altenburg | 30 tháng 11 năm 1719 | 17 tháng 4 năm 1736                                                   | 17 tháng 4 năm 1736                                                   | Frederick, Thân vương xứ Wales | 31 tháng 3 năm 1751 Chồng qua đời  | 8 tháng 2 năm 1772   |                    |
|           | Caroline xứ Braunschweig           | 17 tháng 5 năm 1768  | 8 tháng 4 năm 1795                                                    | 8 tháng 4 năm 1795                                                    | George IV của Anh              | 29 tháng 1 năm 1820 Chồng lên ngôi | 7 tháng 8 năm 1821   |                    |
|           | Alexandra của Đan Mạch             | 1 tháng 12 năm 1844  | 10 tháng 3 năm 1863                                                   | 10 tháng 3 năm 1863                                                   | Edward VII của Anh             | 22 tháng 1 năm 1901 Chồng lên ngôi | 20 tháng 11 năm 1925 |                    |
|           | Mary xứ Teck                       | 26 tháng 5 năm 1867  | 6 tháng 7 năm 1893                                                    | 9 tháng 11 năm 1901                                                   | George V của Anh               | 6 tháng 5 năm 1910 Chồng lên ngôi  | 24 tháng 3 năm 1953  |                    |
|           | Diana Frances Spencer              | 1 tháng 7 năm 1961   | 29 tháng 7 năm 1981                                                   | 29 tháng 7 năm 1981                                                   | Charles III của Anh            | 28 tháng 8 năm 1996 Ly hôn         | 31 tháng 8 năm 1997  |                    |
|           | Camilla Rosemary Shand             | 17 tháng 7 năm 1947  | 9 tháng 4 năm 2005 (sử dụng danh hiệu Công tước phu nhân xứ Cornwall) | 9 tháng 4 năm 2005 (sử dụng danh hiệu Công tước phu nhân xứ Cornwall) | Charles III của Anh            | 8 tháng 9 2022 Chồng lên ngôi      | còn sống             |                    |
|           | Catherine Elizabeth Middleton      | 9 tháng 1 năm 1982   | 29 tháng 4 2011                                                       | 9 tháng 9 năm 2022                                                    | William, Thân vương xứ Wales   | đương nhiệm                        | còn sống             |                    |